# Ernst Herrmann
Ernst Adolf Herrmann, född 25 mars 1812 i Dorpat, död 22 september 1884 i Marburg, var en tysk historiker.
Herrmann studerade under Leopold von Rankes ledning vid Berlins universitet, där han 1837 promoverades till filosofie doktor. Av harm över den i hans land tilltagande russifieringen bosatte han sig 1839 för framtiden i Tyskland. År 1848 blev han extra ordinarie professor i Jena, redigerade 1849–51 "Weimarische Staatszeitung" och utnämndes 1857 till ordinarie professor i Marburg. 
Herrmann fortsatte den av Philipp Carl Strahl för Arnold Hermann Ludwig Heerens och Friedrich August Ukerts samling påbörjade Geschichte des russischen Staates (band 3–6, 1846–60; tilläggsband 1866). Till följd av sin skrift Die österreichisch-preußische Allianz vom 7 Februar 1792 und die zweite Theilung Polens (1861) råkade han med Heinrich von Sybel i en livlig litterär fejd, vilken blev av betydelse för historien om ursprunget till den europeiska koalitionen mot det revolutionära Frankrike samt av Herrmann fortsattes i Forschungen zur deutschen Geschichte och i tilläggsbandet till den ryska historien, Diplomatische Korrespondenzen aus der Revolutionszeit (1866).